# Школа механиков ВМС Аргентины

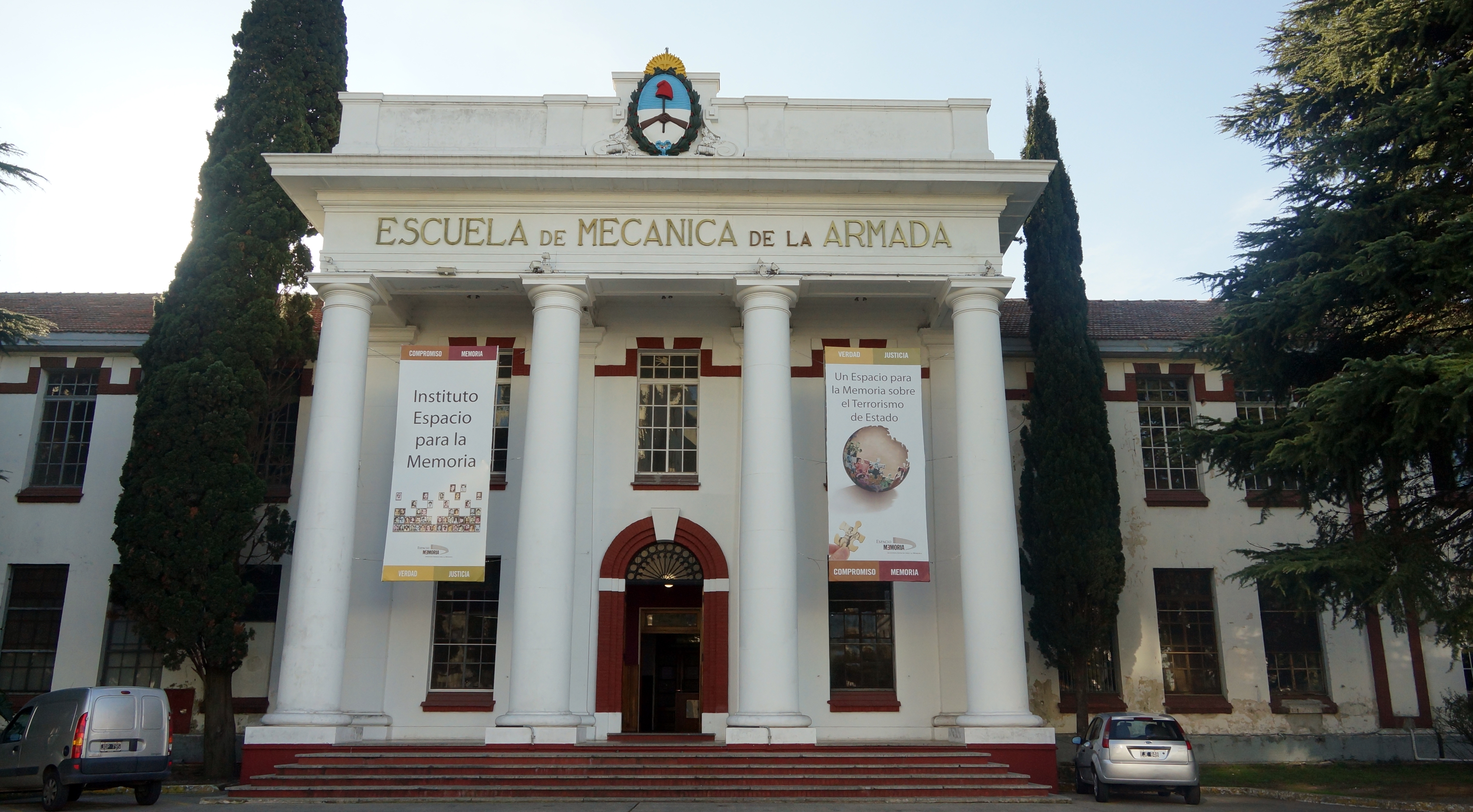

Школа механиков ВМС Аргентины (более известна под аббревиатурой ESMA от исп. Escuela Superior de Mecánica de la Armada) — бывшее высшее военно-морское учебное заведение в Буэнос-Айресе, столице Аргентины. Комплекс школы был одним из зданий, переданных в 1924 году городским советом Буэнос-Айреса военно-морскому министерству страны. Школа как учебное заведение функционировала до 1998 года; с 2004 года здесь действует музей, а сам комплекс школы получил название «Espacio Memoria y Derechos Humanos» (исп. «Пространство памяти и прав человека»).
Комплекс школы получил известность по той причине, что в одном из его зданий в последние годы режима гражданско-военной диктатуры, именовавшего себя Процессом национальной реорганизации, функционировала секретная тюрьма («Centro clandestino de detención» — «тайный центр задержаний»), где неугодных режиму людей подвергали пыткам и казням. «Офицерское казино» — ядро репрессивной деятельности в те времена — было одним из крупнейших и наиболее активно действующих подобных секретных центров. Этому зданию были возвращены его первоначальные функции — здания для жилья и отдыха старших офицеров военно-морского флота — после возвращения страны к демократическому правлению. В 2004 году было предложено превратить здание в музей, который напоминал бы о репрессиях, а также документировал государственный терроризм, что позже стало сферой деятельности другого учреждения, Национального архива памяти. Закон № 1412 вступил в силу 5 августа того же года: законодательное собрание Буэнос-Айреса постановила создать на этом месте «Пространство для памяти и в целях содействия и защиты прав человека».
С 2005 года традиционная школа военно-морских механиков, находящаяся в ведении ВМФ Аргентины, была учреждена в городе провинции Буэнос-Айрес Пуэрто-Бельграно, в 28 км от Баия-Бланки.
Во время празднования шестидесятой годовщины принятия Всеобщей декларации прав человека (2008 год) здание школы принимало делегации государств-членов ЮНЕСКО, являясь временным Международным центром по содействию правам человека.
Комплекс был объявлен национальным историческим памятником 19 августа 2008 года, когда президент страны Кристина Фернандес де Киршнер подписала указ 1333/2008.